# Halde

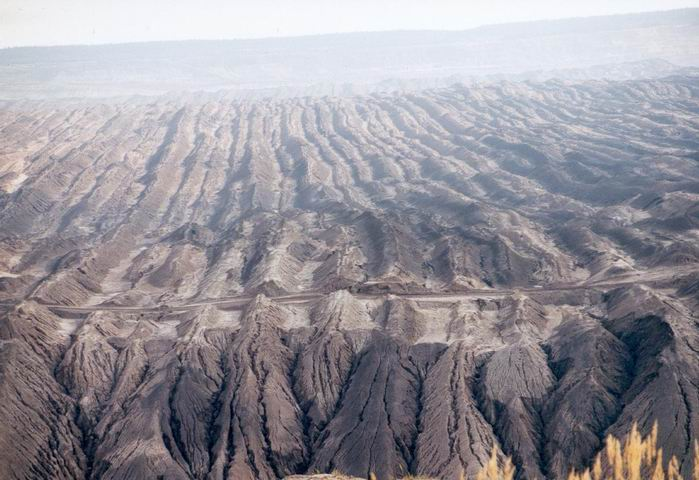
Abraumhalde des Tagebaus Meuro bei Großräschen

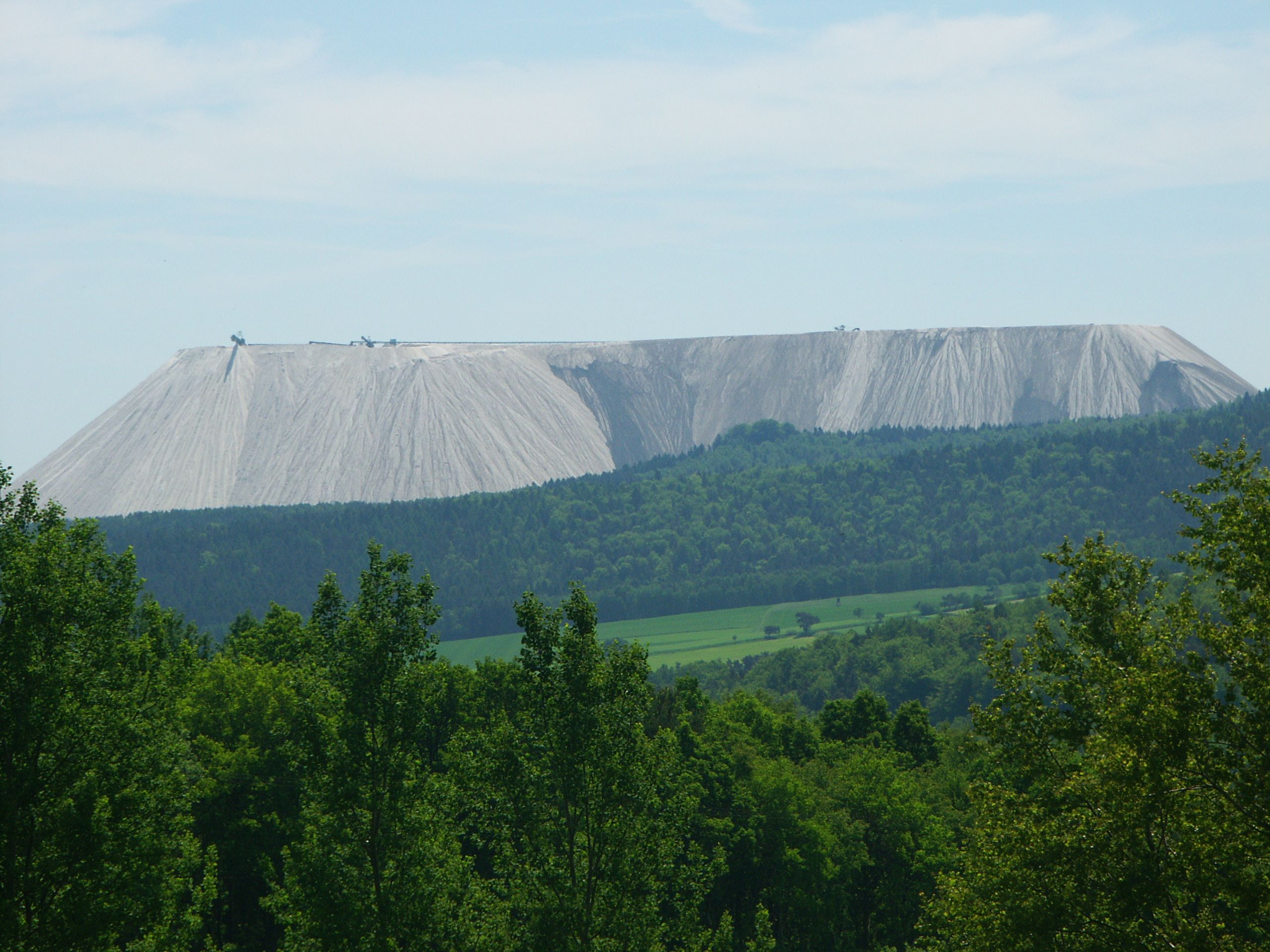
Der rund 200 m hohe Monte Kali bei Heringen

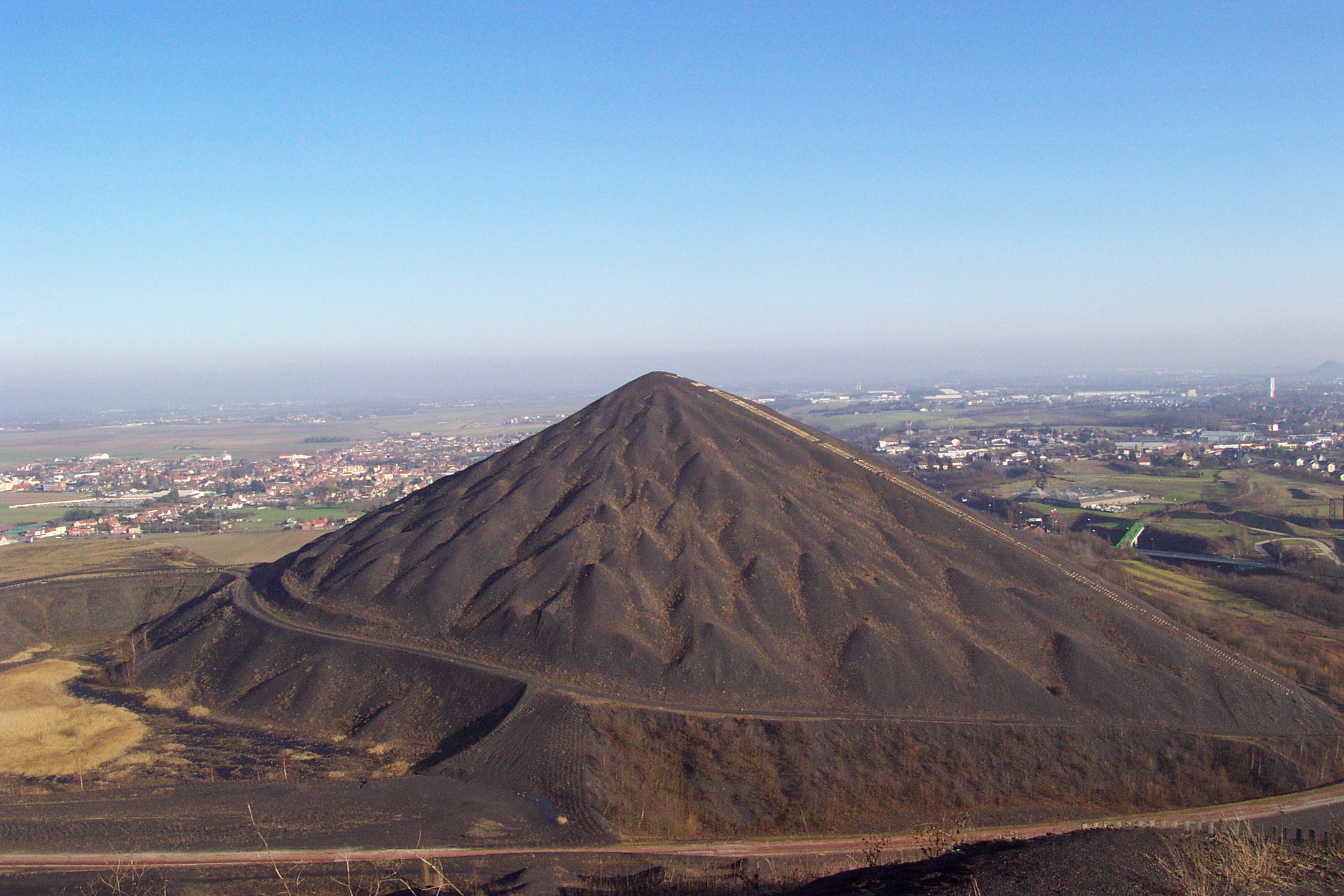
Bergehalde bei Loos-en-Gohelle

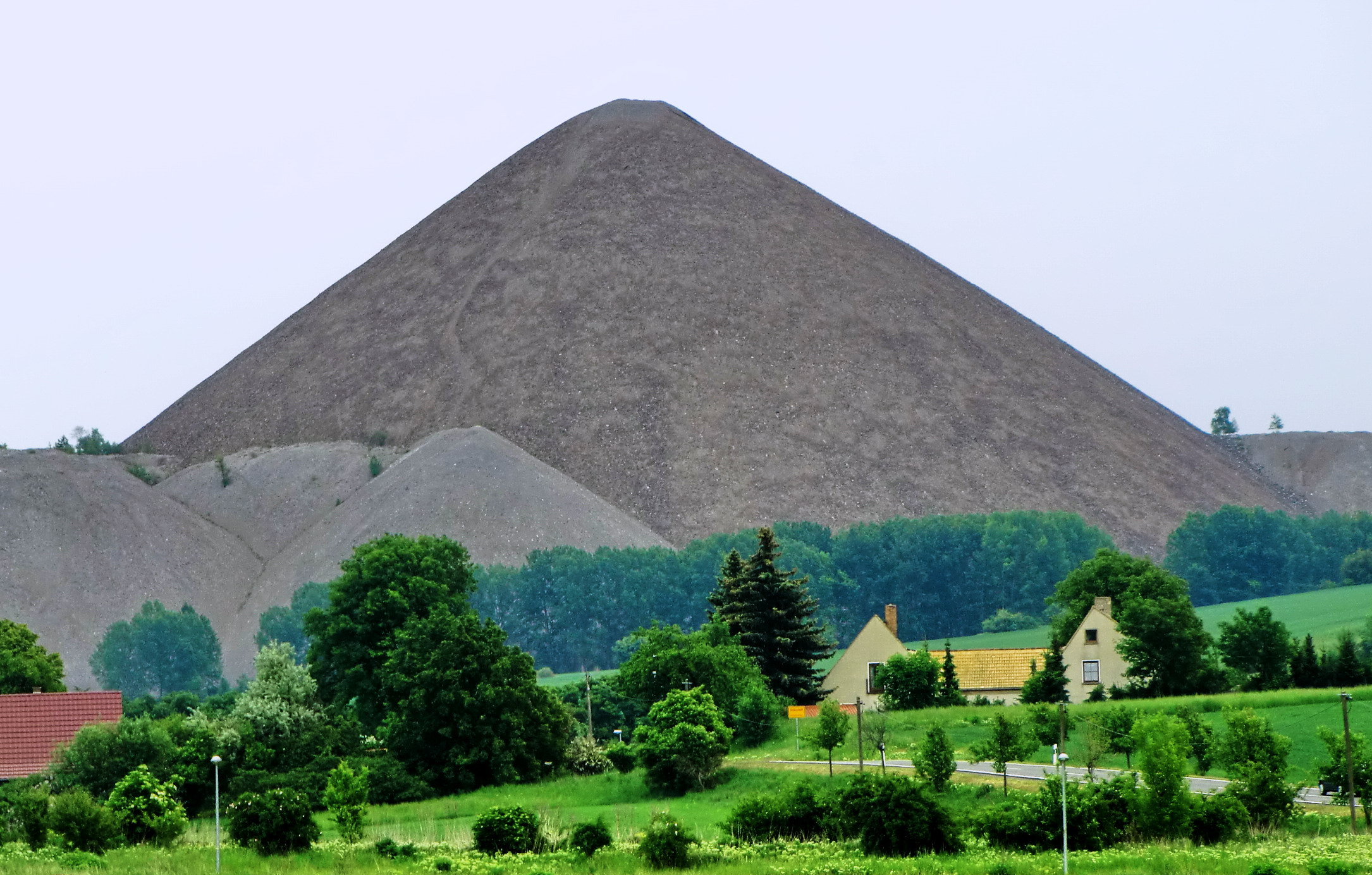
Der Spitzkegel der 153 m hohen Halde bei Volkstedt

Unter Halde (althochdeutsch: halda „Abhang“, mittelhochdeutsch halde) versteht man eine meist künstliche Anhäufung oder Aufschüttung von Material (Haufwerk) oberhalb der umgebenden Geländeoberfläche.

## Künstliche Halden
Künstliche Halden (je nach Form auch Kippe oder Deponie genannt) entstehen
- im Bergbau: je nach Art des Materials Bergehalde oder Abraumhalde genannt
- in der Metallurgie oder bei großen Verbrennungsanlagen: Schlackehalden
- in der Abfallbeseitigung: Müllhalden, siehe Mülldeponie
- aus Abbrucharbeiten: Schutthalden
- in der Schüttgutlogistik: Lagerhalden.

### Halden im Bergbau
Im Bergbau bezeichnet Halde einen künstlich aufgeworfenen Hügel, der aus dem ausgeräumten, wertlosen Material (bergmännisch taubes Gestein, im Steinkohlenbergbau Berge, im Tagebau und im Kalisalzbergbau Abraum genannt) besteht, das beim Abbau von Rohstoffen anfällt. Dabei steht die Halde auf nicht bergmännisch bearbeitetem Gelände. Befindet sich eine Halde auf bergmännisch bearbeitetem Gelände, spricht man von einer Kippe. Mit den Aufschüttungen oder Kippen entledigt man sich dieses Abraums.
Zahlreiche solcher Bergehalden des Steinkohlenbergbaus befinden sich im Aachener Revier, im Ruhrgebiet und im Saarland. Auch im Mansfelder Land sind die Halden des Kupferschieferabbaus weithin sichtbar. Charakteristisch sind die weißen Abraumhalden des Kali-Bergbaus in Hessen, mit dem rund 200 m hohen Monte Kali. In den flachen Braunkohlerevieren des Rheinlandes, der Lausitz und in Mitteldeutschland sind die Abraumhalden der Tagebaue, auch Hochkippen genannt, markante Erhebungen.

### Haldenformen
Je nach Art der Schüttung klassifiziert man Schüttkegelhalden oder Tafelhalden. Während bei der ersteren ein Kegel im natürlichen Schüttwinkel durch die Aufhaldung im Zentrum des Haldenkörpers entsteht, wird bei einer Tafelhalde das Abraummaterial an eine natürliche Böschung verkippt. Durch die Böschungsgestaltung im natürlichen Schüttwinkel ist oftmals eine ausreichende Standsicherheit nicht gewährleistet. Durch entsprechend breite Bermen beziehungsweise die Abflachung des Haldenkörpers kann die Standsicherheit der Böschung erhöht werden.

### Unterhalt
Viele Halden erreichen zum Teil beachtliche Höhen. Halden, die nicht weiter aufgefüllt werden, begrünen sich mit der Zeit von selbst. Andere werden in landschaftsplanerischen Maßnahmen gezielt renaturiert.
Man kann jedoch viele Halden nicht sich selbst überlassen, da sie oftmals schädliche Stoffe (häufig die abgebauten Erze, allerdings in nicht lohnender Konzentration) enthalten, die bei der Verwitterung des Gesteins frei werden.
Ein bekanntes Beispiel sind die Halden im Erzgebirge bei Schneeberg. Das dort gelagerte taube Gestein enthält das radioaktive Element Uran, welches dort als Erz abgebaut wurde. Durch den Wind wurden vor der Sanierung der Halden radioaktive Stäube in die Umgebung geweht, es bestand dadurch die Gefahr der Schneeberger Krankheit.

## Natürliche Halden
Auch dort, wo sich auf natürlichem Wege ein größeres Haufwerk ansammelt, spricht man manchmal von einer Halde, z. B. bei einer Sturzhalde oder Blockhalde.